# Mässdräkt

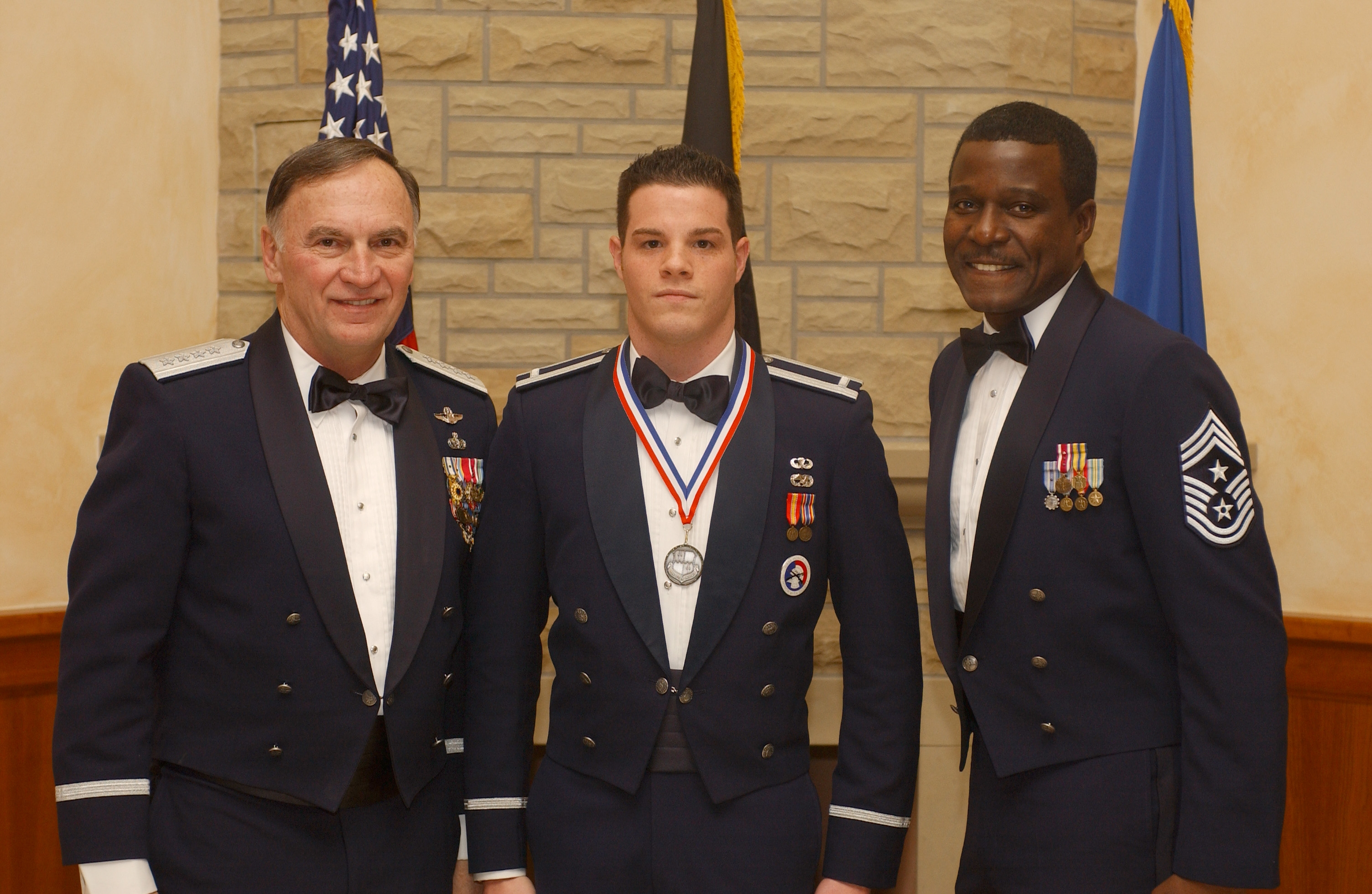
Mässdräkt för USA:s flygvapen. Från vänster till höger: general, officer och underofficer.

Mässdräkt är en uniformsdräkt som i många uniformskårer används vid högtidligare sammankomster, ursprungligen i officersmäss eller annan befälsmäss. 
Mässdräkt delas ofta in i den formella stor mässdräkt (motsvarande mess dress i brittiska och amerikanska uniformssystemen), och den mindre formella liten mässdräkt (motsvarande mess undress i det brittiska systemet, och mess dress blues i det amerikanska).

## Sverige

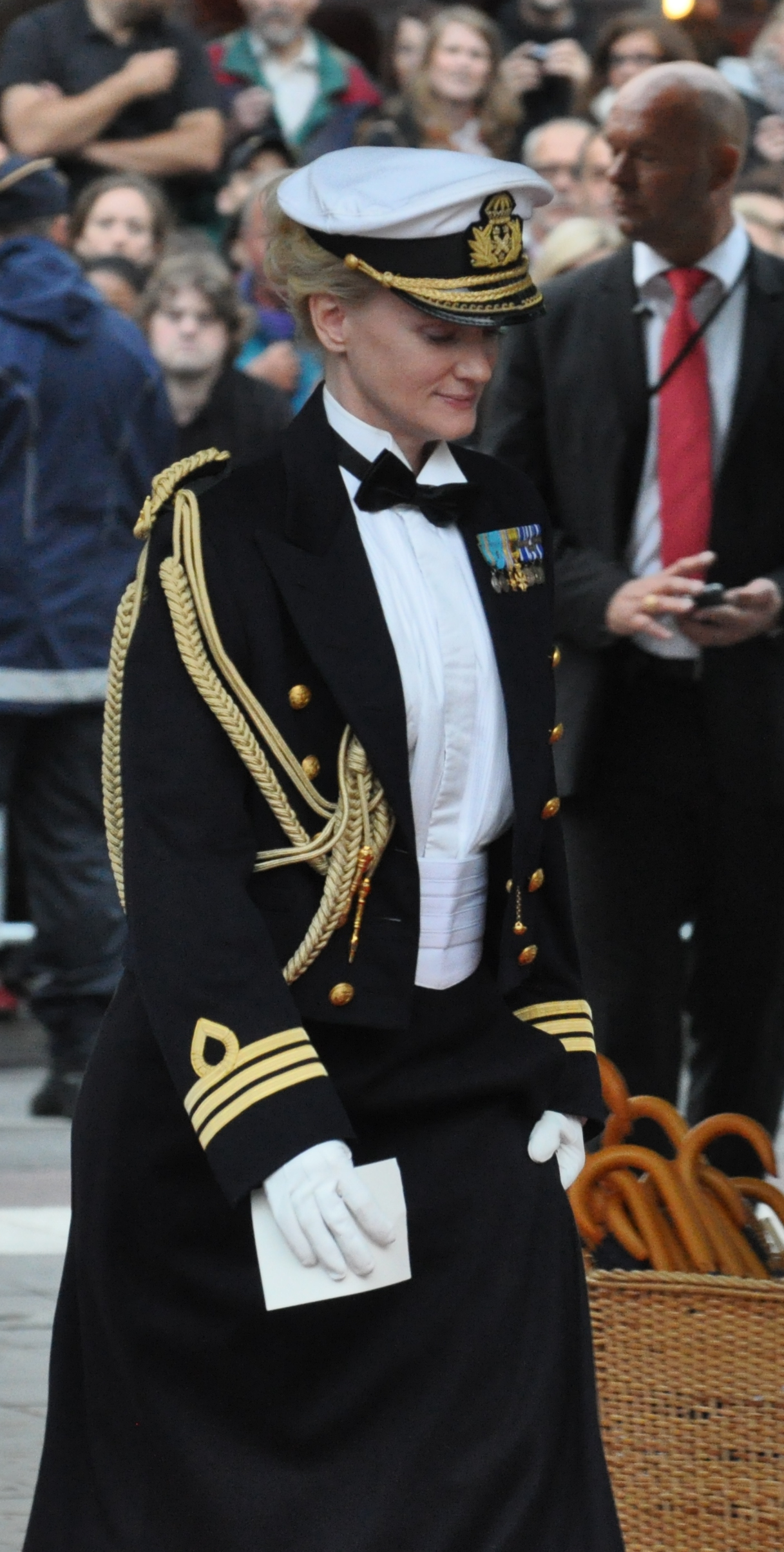
Stor mässdräkt m/1878 för marinen.

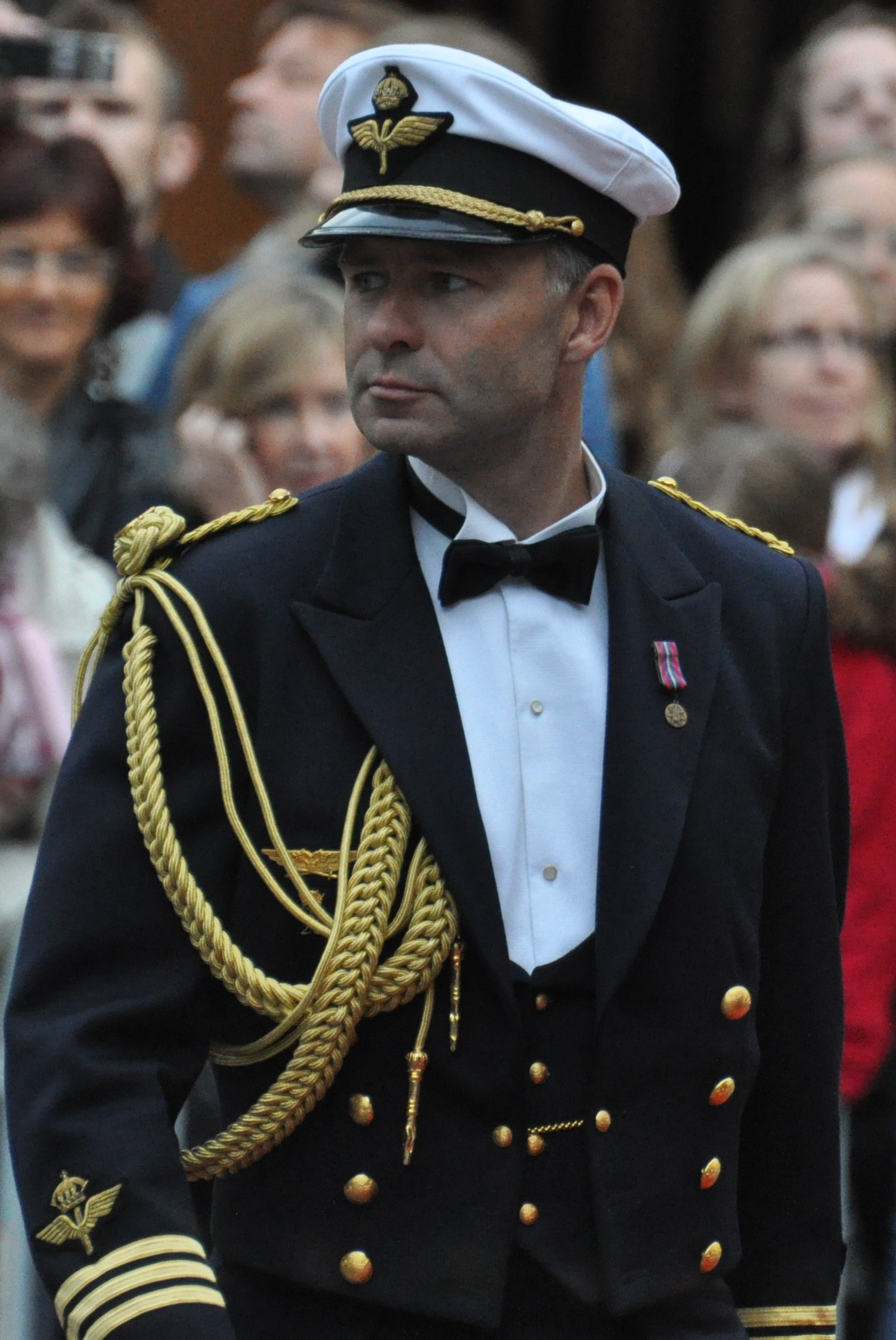
Liten mässdräkt m/1938 för flygvapnet.

Stor mässdräkt och liten mässdräkt är uniformsdräkter (sällskapsdräkter) inom den svenska Försvarsmakten som får bäras av yrkes- och reservofficerare, officersaspiranter samt av hemvärnssoldater från förste sergeants grad. Den används uteslutande i festsammanhang och ersätter inte uniformsdräkterna högtidsdräkt eller trupparaddräkt. Mässdräkt är en tillåten uniform som inte måste innehas av personalen och som bekostas av den enskilde.
De olika försvarsgrenarna har olika modeller: marinen uniform m/1878, flygvapnet uniform m/1938, och armén uniform m/1986.

### Stor mässdräkt
Stor mässdräkt motsvarar den civila klädkoden högtidsdräkt och består av:
- mörkblå mässjacka,
- vit väst eller vitt livskärp (för kvinnlig personal),
- mörkblå långbyxor med revär eller mörkblå långkjol (för kvinnlig personal),
- frackskjorta eller vit blus med plisserat bröst och snibbkrage (för kvinnlig personal),
- svart fluga,
- skärmmössa,
- svarta släta snörskor, alternativt lackskor, eller svarta damskor (för kvinnlig personal),
- vita handskar.

Till detta kan bäras förstärkningsplagg som rundskuren kappa, galoscher, ägiljett, halsduk samt eventuella utmärkelser.

### Liten mässdräkt
Liten mässdräkt motsvarar den civila klädkoden smoking. Den består av samma persedlar som stor mässdräkt med några ändringar:
- västen och livskärpet är mörkblå,
- byxorna saknar revär,
- handskarna är svarta,
- kort kjol är en tillåten variation (då kombinerat med bruna nylonstrumpor),
- skjorta med dubbelvikt krage är en tillåten variation.

Det är tillåtet för arméns officerare och kadetter att istället för blå väst och blått livskärp till liten mässdräkt använda traditions- och truppslagsfärger:
- mörkrött (artilleriet och fallskärmsjägare),
- svart (ingenjörtrupperna),
- gult (infanteriet vid Livgardet),
- kungsblått (Livgardet (kavalleri) och livregementen),
- ljusrött (luftvärnet),
- svart med gul passpoal (pansartrupperna,
- grönt (signaltrupperna),
- ljusblått (trängtrupperna).[källa behövs]

Tidigare gick liten mässdräkt med blå väst under benämningen daglig mässdräkt.